# Kampioenschap van Vlaanderen 2017
Il Kampioenschap van Vlaanderen 2017, centoduesima edizione della corsa, valevole come evento dell'UCI Europe Tour 2017 categoria 1.1, si svolse il 15 settembre 2017 su un percorso di 192 km, con partenza ed arrivo a Koolskamp, in Belgio. La vittoria fu appannaggio del colombiano Fernando Gaviria, che completò il percorso in 4h20'33" alla media di 44,214 km/h, precedendo l'olandese Dylan Groenewegen e il belga Jasper De Buyst.
Al traguardo di Koolskamp furono 108 i ciclisti, dei 144 alla partenza, che portarono a termine la competizione.

## Squadre e corridori partecipanti
| N.    | Cod. | Squadra                     |
| ----- | ---- | --------------------------- |
| 1-7   | VWC  | Veranda's Willems-Crelan    |
| 11-18 | ALM  | AG2R La Mondiale            |
| 21-28 | QST  | Quick-Step Floors           |
| 31-38 | DDD  | Team Dimension Data         |
| 41-48 | LTS  | Lotto Soudal                |
| 51-58 | BMC  | BMC Racing Team             |
| 61-68 | TLJ  | Team Lotto NL-Jumbo         |
| 71-78 | SVB  | Sport Vlaanderen-Baloise    |
| 81-88 | WGG  | Wanty-Groupe Gobert         |
| 91-98 | RNL  | Roompot-Nederlandse Loterij |

| N.      | Cod. | Squadra                          |
| ------- | ---- | -------------------------------- |
| 101-108 | TFO  | Fortuneo-Oscaro                  |
| 111-118 | WVA  | WB Veranclassic Aquality Protect |
| 121-128 | TIS  | Tarteletto-Isorex                |
| 131-138 | CIB  | Cibel-Cebon                      |
| 141-148 | RLM  | Roubaix-Lille Métropole          |
| 151-158 | LPC  | Leopard Pro Cycling              |
| 161-168 | DCR  | Delta Cycling Rotterdam          |
| 171-178 | TCO  | Team Coop                        |
| 181-187 | RNR  | rad-net Rose Team                |
| 191-197 | PSV  | Pauwels Sauzen-Vastgoedservice   |

## Ordine d'arrivo (Top 10)
| Pos. | Corridore         | Squadra    | Tempo    |
| ---- | ----------------- | ---------- | -------- |
| 1    | Fernando Gaviria  | Quick-Step | 4h20'33" |
| 2    | Dylan Groenewegen | Lotto NL   | s.t.     |
| 3    | Jasper De Buyst   | Lotto      | s.t.     |
| 4    | August Jensen     | Coop       | s.t.     |
| 5    | Aksel Nõmmela     | Leopard    | s.t.     |
| 6    | Roy Jans          | WB Veran.  | s.t.     |
| 7    | Rudy Barbier      | AG2R       | s.t.     |
| 8    | Emiel Vermeulen   | Roubaix    | s.t.     |
| 9    | Timothy Dupont    | Veranda's  | s.t.     |
| 10   | Konrad Gessner    | rad-net    | s.t.     |